# Phạm Minh Tuấn
Phạm Minh Tuấn (sinh 1942) là một nhạc sĩ Việt Nam.

## Sự nghiệp
Phạm Minh Tuấn có tên khai sinh là Phạm Văn Thành, sinh 23 tháng 5 năm 1942 tại Phnôm Pênh, Campuchia, nguyên quán tại Xuân Ninh, Xuân Trường, Nam Định. Thập niên 1930, cha mẹ ông lưu lạc sang Campuchia làm ăn và anh em ông được sinh ra tại đó. Phạm Minh Tuấn tham gia Mặt trận Dân tộc Giải phóng miền Nam Việt Nam từ năm 1960. Ông theo học lớp bồi dưỡng âm nhạc tại Trường Âm nhạc Việt Nam và sau đó đã tốt nghiệp Đại học Sáng tác tại Nhạc viện Thành phố Hồ Chí Minh (1976-1981).
Tổng cộng trong sự nghiệp Phạm Minh Tuấn sáng tác trên trăm ca khúc. Ngoài sáng tác ca khúc và viết khí nhạc, ông còn viết nhạc phim, kịch nói, cải lương.
Ông làm công tác giảng dạy âm nhạc và từng giữ các chức vụ Phó Giám đốc Nhạc viện Thành phố Hồ Chí Minh (1976 - 1996), Phó Giám đốc Sở Văn hóa – Thông tin Thành phố Hồ Chí Minh (1996 - 2004), Ủy viên Ban Chấp hành Hội Nhạc sĩ Việt Nam khóa IV, Phó Tổng thư ký Hội Nhạc sĩ Việt Nam khóa V (1989 - 2000).

## Tác phẩm
Phạm Minh Tuấn có những ca khúc đầu tay từ năm 1961. Ca khúc Qua sông được viết năm 1963, hồi đó Phạm Minh Tuấn mới chỉ 23 tuổi và đang trong chiến khu. Tác phẩm này giúp ông nhận được giải thưởng văn học nghệ thuật Nguyễn Đình Chiểu năm 1965. Bài ca người nữ tự vệ Sài Gòn được ông viết năm 1968 trong chiến dịch Mậu Thân.
Bài ca không quên là một sáng tác đặt hàng cho bộ phim cùng tên vào năm 1981 và phát hành năm 1982. Bài hát được viết nhanh, theo thể tự sự với cách viết ở thể ba đoạn dành riêng cho giọng đơn. Ca từ bài hát nhẹ nhàng, như một lời trách móc tế nhị những người đang quên đi ký ức. Năm 1981 ở Việt Nam là thời điểm khó khăn với Chiến tranh biên giới Tây Nam, lũ lụt, mùa màng thất bát... Sau khi ra mắt, Bài ca không quên gắn liền với thể hiện của ca sĩ Cẩm Vân và nhanh chóng trở thành một tác phẩm ăn khách hàng đầu thời điểm đó.
Đất nước là một trong những bài hát tiêu biểu của Phạm Minh Tuấn. Từ bài thơ của Tạ Hữu Yên đăng trên báo Sài Gòn Giải Phóng năm 1984, Phạm Minh Tuấn đã đầu tư suốt một năm để viết nên ca khúc này. Ca khúc như là nỗi lòng của những người con dành cho mẹ.
Ngoài Đất nước, ông còn chứng tỏ khả năng phổ thơ tài tình qua các sáng tác Thành phố, tình yêu và nỗi nhớ (thơ Nguyễn Nhật Ánh), Dấu chân phía trước (thơ Hồ Thi Ca) hay Khát vọng (ý thơ Đặng Viết Lợi).
Mùa xuân từ những giếng dầu không phải "ngành ca" mà xuất phát từ cảm xúc thật. Năm 1981, Phạm Minh Tuấn có chuyến đi thực tế đến Liên doanh Vietsovpetro ở Vũng Tàu. Ba năm sau, cảm xúc khi nghe tin Việt Nam lần đầu tiên khai thác được dầu, cùng với những tư liệu có được từ chuyến đi năm 1981 giúp ông bắt tay viết tác phẩm và hoàn thành nhanh sau đó.

### Tác phẩm chính
Các tác phẩm chính của nhạc sĩ
Ca khúc
- 3 người đồng đội
- Bài ca không quên (1981)
- Bài ca người nữ tự vệ Sài Gòn (1968)
- Cảm xúc trường thành
- Cháu đi mẫu giáo (1976)
- Chuyển gạo
- Còn gì cho nhau
- Dấu chân phía trước (thơ Hồ Thi Ca) (1980)[7]
- Đất nước (thơ Tạ Hữu Yên) (1984 – 85)[8]
- Đường tàu mùa xuân (1976)
- Em đi về hướng bom rơi
- Hà Nội ơi thầm hát trong tôi
- Hát trên biển lúa
- Hoa cát
- Khát vọng (phỏng thơ Đặng Viết Lợi) (1985)[9]
- Khoảng xa (thơ Hùng Anh)
- Khúc ca đảo Yến
- Lá hát
- Lối nhỏ vào đời
- Mùa xuân
- Mùa xuân từ những giếng dầu (1984)
- Nắng gió Lâm Đồng
- Nhớ em
- Qua sông (1963)
- Rừng gọi
- Sao biển
- Thành phố tình yêu và nỗi nhớ (thơ Nguyễn Nhật Ánh)
- Tiếng hát dân công
- Tiếng sáo (thơ Lê Giang)
- Trên bến ô môi (thơ Lê Văn Duy)
- Tìm anh (thơ Thu Lan)
- Tình em
- Tình khúc mùa xuân
- Tình khúc thiên thu
- Xông lên trả thù cho Tây Nguyên
- Xuân về trên quê ta

Khí nhạc
- Prélude cho piano
- Giao hưởng thơ

### Nhạc phẩm đã xuất bản
Phạm Minh Tuấn đã có những tập nhạc và album được xuất bản sau:
- Qua sông (Nhà xuất bản Giải phóng)
- Thành phố tình yêu và nỗi nhớ (Nhà xuất bản Văn Nghệ Thành phố Hồ Chí Minh)
- Biển gọi (Nhà xuất bản Văn nghệ Thành phố Hồ Chí Minh)
- Bài ca không quên (DIHAVINA)
- Tuyển chọn ca khúc Phạm Minh Tuấn (DIHAVINA)
- Bài ca không quên (album) (DIHAVINA và Hội nhạc sĩ Việt Nam)

## Vinh danh
Phạm Minh Tuấn đã nhận được nhiều giải thưởng: 
- Huân chương Lao động hạng Nhất
- Giải thưởng Văn học- Nghệ thuật Nguyễn Đình Chiểu (1960-1965)
- Giải âm nhạc trong phim Bài ca không quên, vở kịch Ngôi sao biển
- Giải thưởng Hội nhạc sĩ Việt Nam (1993, 1995, 1996)
- Giải thưởng Nhà nước về Văn học Nghệ thuật (2001)

## Danh sách đĩa nhạc

#### Album phòng thu
- Đất nước – My Country (1998)
- Qua sông (TBA)

#### Album tổng hợp
- 10 tình khúc Phạm Minh Tuấn – Bài ca không quên (1998)